# Скрипино-1
Скрипино-1 — деревня в городском округе Домодедово Московской области.

## География
Находится в южной части Московской области на расстоянии приблизительно 18 км на юго-восток по прямой от железнодорожной станции Домодедово.

## История
До 2004 года входила в состав Краснопутьского сельского округа Домодедовского района.

## Население
Постоянное население составляло 5 человек в 2002 году (русские 100 %), 2 в 2010.